# Mount Noble
Mount Noble är ett berg i Antarktis. Den ligger i Sydorkneyöarna. Argentina och Storbritannien gör anspråk på området. Toppen på Noble är 1 165 meter över havet.